# Анцус, Лидия Ивановна
Лидия Ивановна (Иогановна) Анцус (1893 — ?) — советский химик, лауреат Премии имени С. В. Лебедева.
Родилась в Санкт-Петербурге. Дочь Иогана Карловича Анцуса (1859 — 24.10.1930), Героя Труда (11.06.1928), мастера механической мастерской Сестрорецкого оружейного завода.
В 1915 году окончила Петроградские высшие женские курсы, слушательница физико-математического факультета.
На 1928 год — лаборант Института гигиены труда и техники безопасности.
Многолетняя соратница, постоянный соавтор, соседка (в Ленинграде) и друг семьи Александра Дмитриевича Петрова. Вместе с ним работала в Химической ассоциации Академии наук СССР, Ленинградском химико-технологическом институте, в руководимой им лаборатории Института органической химии Академии наук СССР.
Л. И. Анцус и А. Д. Петров в 1933 г. изучали полимеризацию этилена в момент его образования при гидрировании ацетилена. Они установили, что ацетилен с большой легкостью гидрируется и полимеризуется над восстановленным никелем под давлением.
В 1943 г. Л. И. Анцус и А. Д. Петровым был разработан метод получения низкозастывающих масел загущением керосина или веретенного масла опиаполом (нолиизобутиле-нами с мол. в. 60 ООО—400 ООО).
Кандидат химических наук. Старший научный сотрудник.
Вместе с Петровым стала лауреатом Премии имени С. В. Лебедева АН СССР — за работу «Каталитическая гидрополимеризация ацетилена».
Награждена орденом Трудового Красного Знамени (1953).
Патенты:
- А. Д. Петров и Л. И. Анцус. Способ получения бензина (1933)
- Способ получения высоковязких смазочных масел (А. Д. Петров и Л. И. Анцус, заявлено 19 декабря 1943 г.)
- А. Д. Петров и Л. И. Анцус. Способ получения жидких углеводородов. Заявлено 11 января 1940 года в НКНП за № 29207.

Сочинения:
- Петров, Александр Дмитриевич, Анцус, Л. И,, Андреев, Д. Н. Смазочные масла из первичных смол, получаемые методами гидрогенизации и возьтализации : (Из лаборатории пирогенных процессов Ин-та органич. химии Акад. наук СССР) (1935)
- Каталитическое гидрирование и полимеризация ацетилено-водородных смесей / А. Д. Петров, Л. И. Анцус // Изв. АН СССР ОХН. — 1940. — № 2. — С. 271—274.
- Каталитическое гидрирование и полимеризация ацетилено-водородной смеси. Синтез изобутилена из ацетилена и водорода / А. Д. Петров, Л. И. Анцус // Журнал физической химии. — 1940. — т. XIV. — № 9-10. -С. 1308—1313.
- О каталитической гидродемеризации ацетилена под атмосферным давлением / Л. И. Анцус, А. Д. Петров // ДАН СССР. — 1946. — Т. LIII. — № 7. — С. 623—626.
- О гидрополимеризации ацетилена на псевдобутилен под атмосферным давлением / Л. И. Анцус, А. Д. Петров // Доклады Академии Наук СССР. — 1947.
- Механизм полимеризации пропилена по строению его димеров и тримеров / Л. И. Анцус, А. Д. Петров // Доклады Академии Наук СССР. — 1950.